# Томпадла
Томпадла (пол. Tąpadła) — село в Польщі, у гміні Марциновиці Свідницького повіту Нижньосілезького воєводства.
Населення — 241 особа (2011).
У 1975-1998 роках село належало до Валбжиського воєводства.

## Демографія
Демографічна структура станом на 31 березня 2011 року:
|          | Загалом | Допрацездатний вік | Працездатний вік | Постпрацездатний вік |
| -------- | ------- | ------------------ | ---------------- | -------------------- |
| Чоловіки | 127     | 23                 | 93               | 11                   |
| Жінки    | 114     | 15                 | 73               | 26                   |
| Разом    | 241     | 38                 | 166              | 37                   |